# Ieva Kačinskaitė-Urbonienė

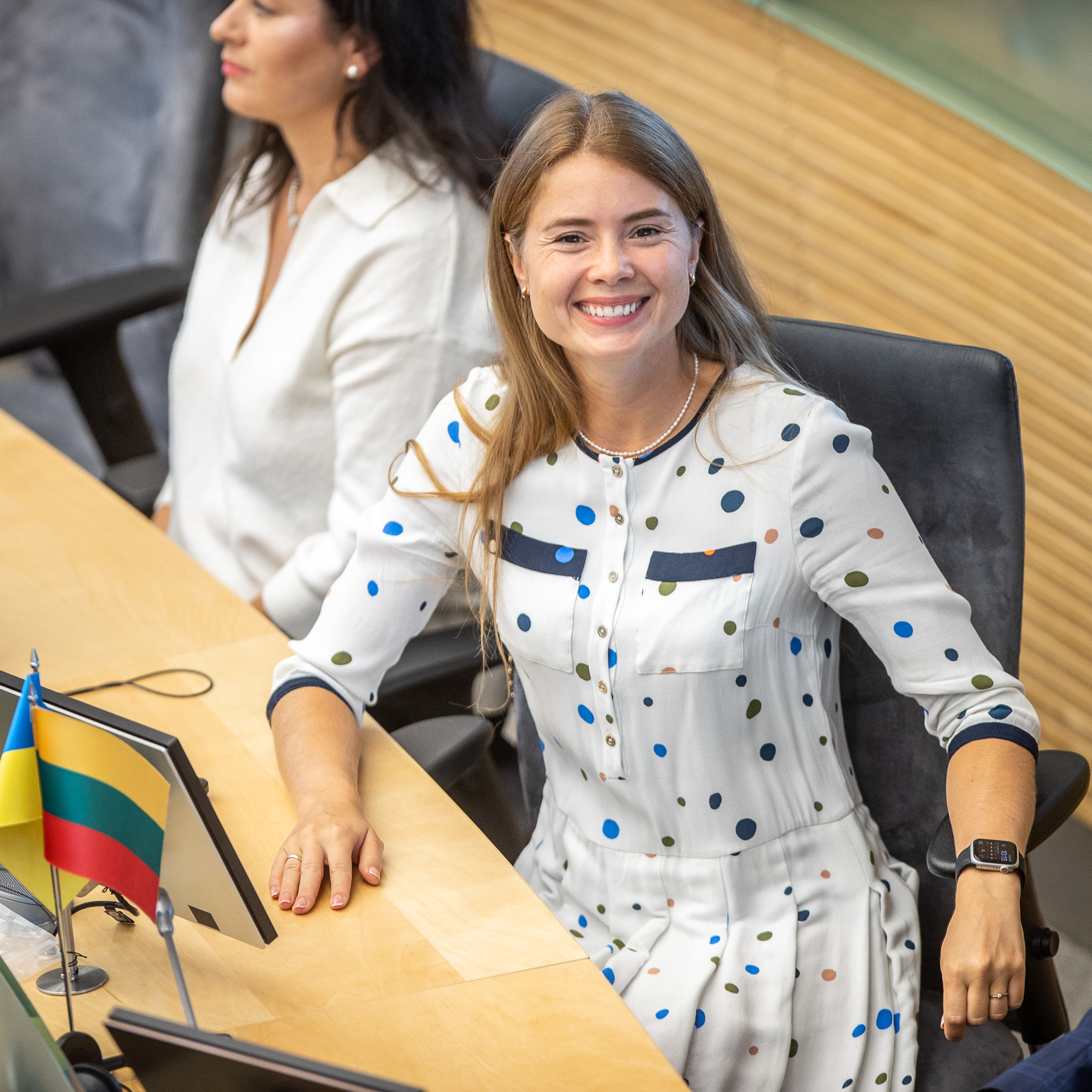
Ieva Kačinskaitė-Urbonienė

Ieva Kačinskaitė-Urbonienė (* 1990 in der Rajongemeinde Kėdainiai) ist eine litauische Politikerin der populistischen Partei Darbo partija, seit 2020 Mitglied im Seimas.

## Leben
Nach dem Abitur 2009 am Šviesioji-Gymnasium in Kėdainiai absolvierte Ieva Kačinskaitė von 2009 bis 2013 das Bachelorstudium der Politologie und von 2013 bis 2015 das Masterstudium der Wirtschaft an der Vilniaus universitetas in der litauischen Hauptstadt Vilnius.
Ab 2005 war Ieva Kačinskaitė aktiv in der DP-Jugendorganisation DARBAS (JOD), die sie später Vorsitzende wurde.
Sie war auch Assistentin von Justina Vitkauskaitė im Europaparlament. Von 2013 bis 2015 arbeitete sie im Büro der Parlamentspräsidentin Loreta Graužinienė und danach Gehilfe von Valentinas Mazuronis.
Von 2011 bis 2015 war sie Mitglied im Rat der Stadtgemeinde Vilnius.

## Familie
Ieva ist verheiratet mit Simonas Urbonas. Sie haben einen Sohn und eine Tochter.